# Wilhelm Georg Friedrich Carl von Düring
Wilhelm Georg Friedrich Carl von Düring (født 1782, død september 1860 på Vamdrupgård) var en dansk officer, bror til Carl Frederik Düring-Rosenkrantz.
Düring var søn af general Ernst Christoph Friederich von Düring og hustru født von Reden. Han blev karakteriseret ritmester i Holstenske Rytterregiment, 1803 sekondritmester, fik 1807 ritmesters anciennitet og blev senere samme år sat à la suite, blev ved udgangen af samme år premier-ritmester og 1813 eskadronschef, blev 1815 premiermajor, fik 1828 oberstløjtnants karakter og anciennitet, blev 1830 virkelig oberstløjtnant, 1833 tillige præses i Remontekommissionen, fik 1836 obersts karakter og anciennitet, blev 1842 sat à la suite, fik 1849 generalmajors karakter og anciennitet og fik 1852 sin afsked fra Hæren.
Düring blev 1826 kammerherre, 28. juni 1840 Ridder af Dannebrogordenen, 28. juni 1845 Dannebrogsmand, og 19. maj 1852 fik han Kommandørkorset af Dannebrog.
Han ejede herregården Vamdrupgård.